# En anglais
『青春時代』（フランス語: En anglais、「英語で」の意）は、フランソワーズ・アルディが英語で歌った2枚目のアルバム。英語圏での販売に主眼が置かれており、オリジナル版は1968年10月にイギリスで発売された。フランス国内ではアルディによる8枚目のアルバムとして同年12月に発売された。

## 英語で歌った2枚目のアルバム
このアルバムには10曲イギリスとアメリカの楽曲のカバーと、2曲の未発表曲（「Empty Sunday」：アルディがフランス語版を「J'ai le cœur vide aujourd'hui」として録音したがレコードには収録しなかった、「Never Learn To Cry」：アルディは自身10枚目のアルバム『ソレイユ』にフランス語版を収録した）が収録されている。
来歴
1968年に入ってから、イギリスでは1枚のシングルしか発売されていなかった。英語圏市場に向けたアルバムを制作するためにロンドンのパイ・スタジオとパリのスタジオCBEでの録音が計画された。『アン・アングレ』というシンプルなタイトルの発売に向けて、5月にエルヴィス・プレスリーの「Loving You」のカバーを収録したシングルが発売され、グレートブリテン島のレコード店で良好な販売を示した。他の曲の録音計画は5月初めからフランスで勢いを増していた学生運動の影響で中断された。影響は労働界にも拡大し、5月中旬のストライキでフランス全土が麻痺した。アルディとジャック・デュトロンは、広報担当者の勧めに従ってパリを離れ、コルシカ島に向かった。6月には騒動は収まり、皆が帰宅した。外国語での録音が再開され、1969末までに33曲が録音された。
- 英語での12曲がアルバム『One-Nine-Seven-Zero』としてイギリスでリリースされた。
- ドイツ語での12曲がアルバム『Träume』としてドイツでリリースされた。
- イタリアで主として45回転盤で発売された10曲は、南アフリカで発売されたコンピレーション・アルバム『Françoise in Italian』に収録された。

## アルバムのオリジナル版（モノラルおよびステレオ）
イギリス、1968年10月：マイクログルーヴ33回転盤/30cm。En anglais、プロダクション・アスパラガス/ユナイテッド・アーティスツ・レコード モノラル（ULP 1207）およびステレオ（SULP 1207）
ジャケット：写真撮影 ジャン＝マリー・ペリエ

### スタッフ
- ジャケット：写真撮影（表、裏）ジャン＝マリー・ペリエ（フランス語版）（クレジット表記なし）
- 編曲：
  - チャールズ・ブラックウェル
  - アーサー・グリーンスレイド（英語版）
  - サイモン・ネイピア＝ベル（英語版）
  - ジャン＝ピエール・サバール（フランス語版）

### 収録曲
アルバム収録の12曲はステレオ音声で録音された。
| #  | タイトル                                              | 作詞                                                 | 作曲                       | 編曲                       | 時間 |
| -- | ----------------------------------------------------- | ---------------------------------------------------- | -------------------------- | -------------------------- | ---- |
| 1. | 「Loving You」                                        | ジェリー・リーバー                                   | マイク・ストーラー         | チャールズ・ブラックウェル | 2:05 |
| 2. | 「Hang On to a Dream」(How Can We Hang On to a Dream) | ティム・ハーディン                                   | ティム・ハーディン         | チャールズ・ブラックウェル | 2:10 |
| 3. | 「Will You Love Me Tomorrow」                         | ジェリー・ゴフィン                                   | キャロル・キング           | チャールズ・ブラックウェル | 2:35 |
| 4. | 「Lonesome Town」                                     | トーマス・ベイカー・ナイト                           | トーマス・ベイカー・ナイト | アーサー・グリーンスレイド | 2:05 |
| 5. | 「Who'll Be The Next in Line」                        | レイ・デイヴィス                                     | レイ・デイヴィス           | アーサー・グリーンスレイド | 2:10 |
| 6. | 「Never Learn to Cry」                                | ヴィッキー・ウィッカムおよびサイモン・ネイピア＝ベル | サイモン・ネイピア＝ベル   | サイモン・ネイピア＝ベル   | 2:40 |

| #  | タイトル                                | 作詞                                                             | 作曲                                                         | 編曲                       | 時間 |
| -- | --------------------------------------- | ---------------------------------------------------------------- | ------------------------------------------------------------ | -------------------------- | ---- |
| 1. | 「There but for Fortune」               | フィル・オクス                                                   | フィル・オクス                                               | アーサー・グリーンスレイド | 3:10 |
| 2. | 「That'll Be the Day」                  | バディ・ホリー、ジェリー・アリソン、ノーマン・ペティ             | バディ・ホリー、ジェリー・アリソン、ノーマン・ペティ         | アーサー・グリーンスレイド | 2:15 |
| 3. | 「The Way of Love」(J’ai le mal de toi) | アル・スティルマン                                               | ジャック・ディーヴァル                                       | アーサー・グリーンスレイド | 2:30 |
| 4. | 「Tiny Goddess」                        | パトリック・キャンベル＝ライオンズ、アレックス・スパイロポロウス | キャンベル＝ライオンズ、スパイロポロウスおよびレイ・シンガー | ジャン＝ピエール・サバール | 3:00 |
| 5. | 「Let It Be Me」(Je t'appartiens)       | マニー・カーティス                                               | ジルベール・ベコー                                           | チャールズ・ブラックウェル | 2:40 |
| 6. | 「Empty Sunday」                        | ヴィッキー・ウィッカム                                           | サイモン・ネイピア＝ベル                                     | サイモン・ネイピア＝ベル   | 2:25 |

## アルバム関連のディスコグラフィ
各種記録媒体を表すための略語と用語：
LP (Long Playing) = アルバムの33回転レコード
CD (Compact Disc) = アルバムのコンパクトディスク
EP (Extended Playing) = 4曲入り45回転レコード
SP (Single Playing) = 2曲入り45回転レコード

### 最初のイギリス盤

#### 販促用ディスク
アルバムの宣伝を目的としたディスクであり、メディア（出版、ラジオ、テレビなど）に独占的に配布されたもので、"Demonstoration Record" と記載されていた。
- 1968年2月16日：SP、プロダクション・アスパラガス/ユナイテッド・アーティスツ (UP 1208)

1. Now You Want To Be Loved (Des ronds dans l'eau)、作詞作曲：ピエール・バルー / レイモンド・ル・セネシャル、英訳：ソニー・ミラー
2. Tell Them You're Mine (C'était charmant)、作詞作曲：フランソワーズ・アルディ、英訳：ミラー

#### 45回転レコード
注記：下記のディスクは英語で歌われている曲のみを収録
- 1968年：SP、プロダクション・アスパラガス/ユナイテッド・アーティスツ (UP 1208)

1. Now You Want To Be Loved (Des ronds dans l'eau)、作詞：ピエール・バルー、作曲：レイモンド・ル・セネシャル、英訳：ソニー・ミラー
2. Tell Them You're Mine (C'était charmant)、作詞作曲：フランソワーズ・アルディ、英訳：ミラー

- 1968年10月：SP、プロダクション・アスパラガス/ユナイテッド・アーティスツ (UP 2253)

1. Will You Love Me Tomorrow?、作詞：ジェリー・ゴフィン、作曲：キャロル・キング
2. Loving You、作詞：ジェリー・リーバー、作曲：マイク・ストーラー

### アルバムの最初のフランス盤
- 1968年12月：LP、En anglais、プロダクション・アスパラガス/ヴォーグ・レコード/ヴォーグ・インターナショナル産業 (CLD 729)、ユニバーサル・ステレオ[15].
  - カバー写真撮影：ジャン＝マリー・ペリエ（フランス語版）（Salut les copains誌）

- 2016年6月24日：CD（デジパック）、En anglais、パーロフォン/ワーナー・ミュージック・フランス (190296 997488)

### フランスでの再発盤
- 2016年6月24日：LP、En anglais、パーロフォン/ワーナー・ミュージック・フランス (190295 989590).
- 2016年6月24日：CD (digipack), CD（デジパック）、En anglais、パーロフォン/ワーナー・ミュージック・フランス (190296 997488)

### 国外での最初のバージョン
- 南アフリカ共和国、1968年11月：LP（見開きジャケット）、Françoise - The Second English Album、World Records C° (ORR 6024)、ステレオ/モノラル
- アメリカ合衆国、1968年11月：LP、Loving、Productions Asparagus Recording/Reprise Records (RS 6318)
- オーストラリア、1969年：LP、Françoise Hardy in Anglais, Production Asparagus/Phono Vox Records, coll. “Celebrity Series”, Vol. 2, (LPV 001)
- ブラジル、1969年：LP、Loving - Françoise Hardy en anglais、Companhia Brasileira de Discos/Philips (SLP 199.032)
- カナダ、1969年：Loving、Productions Asparagus Recording/Reprise Records (RS 6318)
- ニュージーランド、1969年：LP、Will You Love Me Tomorrow、Interfusion (SITFL 934.135)
- 日本、1976年：LP、En anglais、エピック・レコード (ECPO 83)
- 日本、1990年：CD（ジュエルケース）、En anglais、エピック・レコード/ソニーレコード (ESCA 5191)

### 国外での再発盤
- 南アフリカ共和国、1969年：LP（簡易ジャケット）、Françoise - The Second English Album、World Records C° (ORC 6024)、ステレオ
- 南アフリカ共和国、1971年：LP (簡易ジャケット）、Françoise - The Second English Album, MvN (MVC 3559)、ステレオ
- 日本、1979年：LP、En anglais、エピック・レコード (ECPO 25 3P.76)
- 日本、1990年：CD、En anglais、エピック/ソニーレコード (ESCA 5191)
- 欧州連合、2016年7月：LP（黒色盤  180g）、En anglais、パーロフォン/ワーナーミュージック (190295 989590)
- 欧州連合、2016年7月：CD（デジパック）、En anglais、パーロフォン/ワーナーミュージック (190296 997488).